# 2178 Kazakhstania
2178 Kazakhstania este un asteroid din centura principală, descoperit pe 11 septembrie 1972, de Nikolai Cernîh.